# 錢士鰲
錢士鰲（1555年—1604年），字季梁，號麓屏，又號石庵，浙江杭州府錢塘縣人，明朝政治人物。

## 生平
萬曆十年（1582年）壬午科浙江鄉試十六名，萬曆十四年（1586年）丙戌科會試三百十四名，登二甲第四十四名進士。工部观政，授六安州知州，徙刑部员外郎，未到官，调知福宁州，卒官，年五十。

## 家族
曾祖錢祺；祖父錢玉；父錢濂，曾任壽官。母孫氏。慈侍下。兄雲鰲、夢鳌（知县）、起鰲、冲鰲。